# (GI)
(We Must Bleed, The Germs)
(GI) è il primo album discografico del gruppo L.A. punk The Germs. Considerato tra gli album più influenti di tutti i tempi per l'hardcore punk, l'album fu pubblicato negli Stati Uniti nel gennaio 1979 dall'etichetta Slash Records con il numero di catalogo SR 103. Il disco venne successivamente pubblicato in Italia nel 1982 con una copertina differente, dall'etichetta indipendente Expanded Music (numero di catalogo EX 11).
L'intero album è stato ristampato in versione CD come parte della compilation Germs (MIA) - The Complete Anthology.
Nel 2012 l'album è stato ristampato in formato CD dalla Real Gone Music con l'aggiunta di una bonus track.

## Il disco
Il titolo (GI) deriva dal nome talvolta utilizzato dal gruppo, "Germs Incognito", per nascondere la propria identità e poter suonare nei locali senza vedersi negare l'ingaggio a causa della loro pessima reputazione di "bestie maledette" del palcoscenico. Dopo la pubblicazione di (GI), la band tenne soltanto un'altra sessione di registrazione in studio, prodotta da Jack Nitzsche, per la colonna sonora del film Cruising con Al Pacino (1980). Un anno dopo l'uscita di (GI), il cantante del gruppo, Darby Crash, si suicidò con una dose letale di eroina il 7 dicembre 1980. Il disco presenta tempi molto accelerati e veloci cambi di accordi, il tutto accompagnato dal canto rabbioso di Crash.

### Produzione
A Joan Jett, amica ed idolo dei membri della band sin dai tempi della sua permanenza nelle Runaways, venne chiesto di produrre l'album. Inizialmente Darby Crash avrebbe voluto che il disco venisse prodotto dall'ex cantante dei Paul Revere & the Raiders Mark Lindsay, ma le richieste economiche di Lindsay si rivelarono troppo dispendiose per le esigue casse della Slash Records.
Registrato in tutta fretta e pubblicato nel 1979, l'album è l'unica dimostrazione della band in studio di registrazione prodotta in maniera professionale, mentre in precedenza i Germs erano noti solo per le loro furiose esibizioni in California.
L'unico brano scartato proveniente dalle sessioni, la traccia Caught in My Eye, fu successivamente inclusa nell'EP postumo What We Do Is Secret e nella versione in cassetta di (GI), distribuita dalla Warner Bros. (alla fine del lato 1). Successivamente la traccia è stata inserita come bonus track nella ristampa in formato CD di (GI) del 2012 in un missaggio inedito.

### Contenuto
Il disco è costituito da 16 brani violenti, minimali e spesso brevissimi (What We Do Is Secret dura appena 43 secondi) ad eccezione della lunga traccia finale (una sorta di "punk blues"). Canzoni come Communist Eyes, Land of Treason e Richie Dagger's Crime gettano i semi del futuro movimento hardcore con il loro concentrato di sguaiate e ringhiose performance vocali di Crash che spesso si tramutano in un rantolo e rendono quasi incomprensibili le liriche dei brani alle persone non di madre lingua inglese; chitarre sferraglianti, batteria martellante, e la caratteristica presenza di un basso molto corposo e pesante (quasi "dark") completano il quadro. Altri brani cardine del disco sono Lexicon Devil (qui in versione riveduta e corretta rispetto a quella uscita sull'EP omonimo qualche tempo prima), Manimal (il soprannome di Darby Crash), American Leather, Media Blitz, The Other Newest One, e l'inno punk nichilista per eccellenza We Must Bleed ("dobbiamo sanguinare"). Una condanna, un impulso autodistruttivo incontrollabile, o semplicemente la descrizione della condizione dell'esistenza umana nella sua miseria generale. L'ultimo brano sull'album, la canzone Shut Down (Annihilation Man), fu registrata in presa diretta in studio, per simulare un'esibizione dal vivo in concerto. Nel corso della canzone, Crash improvvisa la maggior parte del testo del brano, citando, ad un certo punto, e prendendola in giro, anche la stessa Joan Jett che giaceva addormentata su un divano in sala di registrazione.

### Pubblicazione e accoglienza
| Recensione                    | Giudizio |
| ----------------------------- | -------- |
| AllMusic                      |          |
| Ondarock                      |          |
| Piero Scaruffi                |          |
| 24.000 dischi                 |          |
| Mojo                          |          |
| The Rolling Stone Album Guide |          |
| Spin Alternative Record Guide |          |

Pubblicato nel gennaio 1979, l'album venne praticamente ignorato dalla stampa musicale newyorchese, relegando il disco a mero fenomeno locale della zona di Los Angeles. Con il passare degli anni, l'importanza di (GI) è stata ampiamente rivalutata, tanto da essere definito di volta in volta: "il disco più importante del punk statunitense, assolutamente fondamentale insieme a Never Mind the Bollocks dei Sex Pistols", "capolavoro del genere punk", ed opera di capitale importanza per lo sviluppo futuro di generi come l'hardcore punk.

## Tracce
Lato A
1. What We Do Is Secret – 0:43
2. Communist Eyes – 2:15
3. Land of Treason – 2:09
4. Richie Dagger's Crime – 1:56
5. Strange Notes – 1:52
6. American Leather – 1:11
7. Lexicon Devil – 1:44
8. Manimal – 2:11
9. Our Way – 1:56
10. We Must Bleed – 3:05

Lato B
1. Media Blitz – 1:29
2. The Other Newest One – 2:44
3. Let's Pretend – 2:34
4. Dragon Lady – 1:39
5. The Slave – 1:01
6. Shut Down (Annihilation Man) – 9:40

### Bonus track ristampa CD 2012
1. Caught In My Eye (Unreleased Album Mix)

## Formazione
- Darby Crash - voce
- Pat Smear - chitarra, voce secondaria
- Lorna Doom - basso, voce secondaria
- Don Bolles - batteria, voce secondaria
- Donnie Rose - piano in Shut Down (accreditato solo in alcune versioni europee)